# Coelogyne obtusifolia
Coelogyne obtusifolia é uma espécie de orquídea epífita, família Orchidaceae, originária de Borneu.